# Обыкновенный стафилин
Обыкновенный стафилин, или бронзовый точечник (лат. Philonthus politus), — палеарктический вид жуков-стафилинидов из подсемейства Staphylininae, распространившийся в почти все части света, кроме Антарктиды. Распространён в Европе, Северной Африке (Алжире, Марокко, Тунисе), на Канарских и Азорских островах, в Исландии, России, на Кавказе, в Турции, Иране, Туркменистане, Казахстане, Монголии, Китае и Индии, а также интродуцирован в Северную Америку (Мексике, США и Канаду), Южную Америку (Аргентину и Чили), Новую Зеландию, Австралию и архипелаге Чатем.
Особи населяют гниющие органические останки, грибы, падаль и экскременты млекопитающих, где имаго и личинки охотятся на других навозных и падальных насекомых, например, представителей отряда двукрылых.
Длина тела имаго 9—14 мм. Длина тела куколок (не считая урогомфы) 6,8—7,5 мм.